# Thàn mát Giang Tây
Thàn mát Giang Tây (danh pháp khoa học: Wisteriopsis kiangsiensis) là một loài thực vật có hoa trong họ Đậu. Tên gọi trong tiếng Trung của nó là 江西鸡血藤 (Giang Tây kê huyết đằng), nghĩa là dây máu gà Giang Tây.

## Lịch sử phân loại
Loài này được Wei Zhi (韦直, Vi Trực) mô tả khoa học đầu tiên năm 1985 dưới danh pháp Millettia kiangsiensis. Năm 2010, Wei Zhi và Leslie Pedley chuyển nó sang chi Callerya thành Callerya kiangsiensis. Năm 2019, James A. Compton và Brian D. Schrire thiết lập chi Wisteriopsis và chuyển nó sang chi này.

## Mẫu định danh
Holotype: Y.G.Xiong 4143, thu thập tại huyện Vũ Ninh, địa cấp thị Cửu Giang, tỉnh Giang Tây, Trung Quốc. Mẫu holotype lưu giữ tại Vườn Thực vật Lư Sơn ở Lư Sơn, Giang Tây (LBG); các paratype: Qin Renchang [Ren-Chang Ching] 2881 = PE00417692, thu thập ở cao độ 250 m ngày 30 tháng 6 năm 1925 tại An Huy, Trung Quốc, “dây leo cao 7 m”, lưu giữ tại Viện Thực vật học thuộc Viện Hàn lâm Khoa học Trung Quốc ở Bắc Kinh (PE) và Vườn Thực vật Hoàng gia tại Kew (K).

## Phân bố
Loài này là đặc hữu Trung Quốc (nam An Huy, tây Chiết Giang, Giang Tây, đông nam Hồ Bắc, đông Hồ Nam, bắc Phúc Kiến). Môi trường sống là các bụi cây thưa hoặc bụi cây trên sườn dốc; cao độ 200-600 m.

## Mô tả
Dây leo. Thân màu nâu ánh đỏ, thon búp măng, thanh mảnh, nhiều bì khổng nhỏ. Lá 7 hoặc 9 lá chét; trục cuống lá 6-18 cm, gồm cả cuống lá 2-3 cm; phiến lá chét hình trứng (1,5-)3-5(-6) × 1-2,5 cm, dạng giấy, hai mặt nhẵn nhụi, mặt xa trục màu xanh lục ánh xám xỉn khi khô, mặt gần trục màu xanh lục sẫm, gân thứ và tam cấp không khác biệt, đáy thuôn tròn, đỉnh nhọn. Cành hoa ở nách lá, 8-12 cm, dài như lá đỡ phía dưới, có lông tơ nhỏ. Hoa 1,2-1,5 cm. Tràng hoa màu trắng hay tía, đỉnh hơi hồng sẫm ở mép; cánh cờ thuôn dài, nhẵn nhụi, không có các thể chai ở đáy. Bầu nhụy có cuống, nhẵn nhụi, nhiều noãn. Quả đậu thẳng, ~10 × 1,2 cm, phẳng, đáy thon nhỏ thành cuống dài ~3 mm, đỉnh với móc cong ngắn. Hạt 5-9 mỗi quả, màu đen, hình hột đậu, ~7 × 5 mm. Ra hoa tháng 6-8, tạo quả tháng 9-10.